# Liste der Monuments historiques in Saint-Palais-de-Négrignac
Die Liste der Monuments historiques in Saint-Palais-de-Négrignac führt die Monuments historiques in der französischen Gemeinde Saint-Palais-de-Négrignac auf.

## Liste der Bauwerke
| Bezeichnung      | Beschreibung              | Standort | Kennzeichnung | Schutzstatus | Datum | Bild           |
| ---------------- | ------------------------- | -------- | ------------- | ------------ | ----- | -------------- |
| Kirche St-Palais | Erbaut im 15. Jahrhundert | (Lage)   | PA17000035    | Inscrit      | 2000  | weitere Bilder |

## Liste der Objekte
| Bezeichnung                 | Beschreibung                                                            | Standort                       | Kennzeichnung | Schutzstatus | Datum | Bild |
| --------------------------- | ----------------------------------------------------------------------- | ------------------------------ | ------------- | ------------ | ----- | ---- |
| Gemälde Himmelfahrt Mariens | Gemälde mit Rahmen; Öl auf Leinwand und Holz, Ende des 19. Jahrhunderts | in der Kirche St-Palais (Lage) | PM17002001    | Inscrit      | 2003  |      |
| Gemälde Ein Mönch           | Gemälde mit Rahmen; Öl auf Leinwand und Holz, 19. Jahrhundert           | in der Kirche St-Palais (Lage) | PM17002002    | Inscrit      | 2003  |      |